# Adiantopsis
Adiantopsis är ett släkte av kantbräkenväxter. Adiantopsis ingår i familjen Pteridaceae.
Kladogram enligt Catalogue of Life:
| Adiantopsis | \| \| Adiantopsis acta \| \| \| \| \| \| Adiantopsis asplenioides \| \| \| \| \| \| Adiantopsis australopedata \| \| \| \| \| \| Adiantopsis cheilanthoides \| \| \| \| \| \| Adiantopsis chlorophylla \| \| \| \| \| \| Adiantopsis crinoidea \| \| \| \| \| \| Adiantopsis dactylifera \| \| \| \| \| \| Adiantopsis dichotoma \| \| \| \| \| \| Adiantopsis flexuosa \| \| \| \| \| \| Adiantopsis luetzelburgii \| \| \| \| \| \| Adiantopsis minutula \| \| \| \| \| \| Adiantopsis monticola \| \| \| \| \| \| Adiantopsis occulta \| \| \| \| \| \| Adiantopsis orbignyana \| \| \| \| \| \| Adiantopsis parvisegmenta \| \| \| \| \| \| Adiantopsis paupercula \| \| \| \| \| \| Adiantopsis pedata \| \| \| \| \| \| Adiantopsis pentagona \| \| \| \| \| \| Adiantopsis perfasciculata \| \| \| \| \| \| Adiantopsis radiata \| \| \| \| \| \| Adiantopsis recurvata \| \| \| \| \| \| Adiantopsis reesii \| \| \| \| \| \| Adiantopsis rupicola \| \| \| \| \| \| Adiantopsis seemannii \| \| \| \| \| \| Adiantopsis timida \| \| \| \| \| \| Adiantopsis trifurcata \| \| \| \| \| \| Adiantopsis tweedieana \| \| \| \| \| \| Adiantopsis vincentii \| \| \| \| |
|             | \| \| Adiantopsis acta \| \| \| \| \| \| Adiantopsis asplenioides \| \| \| \| \| \| Adiantopsis australopedata \| \| \| \| \| \| Adiantopsis cheilanthoides \| \| \| \| \| \| Adiantopsis chlorophylla \| \| \| \| \| \| Adiantopsis crinoidea \| \| \| \| \| \| Adiantopsis dactylifera \| \| \| \| \| \| Adiantopsis dichotoma \| \| \| \| \| \| Adiantopsis flexuosa \| \| \| \| \| \| Adiantopsis luetzelburgii \| \| \| \| \| \| Adiantopsis minutula \| \| \| \| \| \| Adiantopsis monticola \| \| \| \| \| \| Adiantopsis occulta \| \| \| \| \| \| Adiantopsis orbignyana \| \| \| \| \| \| Adiantopsis parvisegmenta \| \| \| \| \| \| Adiantopsis paupercula \| \| \| \| \| \| Adiantopsis pedata \| \| \| \| \| \| Adiantopsis pentagona \| \| \| \| \| \| Adiantopsis perfasciculata \| \| \| \| \| \| Adiantopsis radiata \| \| \| \| \| \| Adiantopsis recurvata \| \| \| \| \| \| Adiantopsis reesii \| \| \| \| \| \| Adiantopsis rupicola \| \| \| \| \| \| Adiantopsis seemannii \| \| \| \| \| \| Adiantopsis timida \| \| \| \| \| \| Adiantopsis trifurcata \| \| \| \| \| \| Adiantopsis tweedieana \| \| \| \| \| \| Adiantopsis vincentii \| \| \| \| |
|             | Adiantopsis acta |
|             | |
|             | Adiantopsis asplenioides |
|             | |
|             | Adiantopsis australopedata |
|             | |
|             | Adiantopsis cheilanthoides |
|             | |
|             | Adiantopsis chlorophylla |
|             | |
|             | Adiantopsis crinoidea |
|             | |
|             | Adiantopsis dactylifera |
|             | |
|             | Adiantopsis dichotoma |
|             | |
|             | Adiantopsis flexuosa |
|             | |
|             | Adiantopsis luetzelburgii |
|             | |
|             | Adiantopsis minutula |
|             | |
|             | Adiantopsis monticola |
|             | |
|             | Adiantopsis occulta |
|             | |
|             | Adiantopsis orbignyana |
|             | |
|             | Adiantopsis parvisegmenta |
|             | |
|             | Adiantopsis paupercula |
|             | |
|             | Adiantopsis pedata |
|             | |
|             | Adiantopsis pentagona |
|             | |
|             | Adiantopsis perfasciculata |
|             | |
|             | Adiantopsis radiata |
|             | |
|             | Adiantopsis recurvata |
|             | |
|             | Adiantopsis reesii |
|             | |
|             | Adiantopsis rupicola |
|             | |
|             | Adiantopsis seemannii |
|             | |
|             | Adiantopsis timida |
|             | |
|             | Adiantopsis trifurcata |
|             | |
|             | Adiantopsis tweedieana |
|             | |
|             | Adiantopsis vincentii |
|             | |